# 格盧博科耶湖 (金吉謝普區)
59°40′4″N 28°39′10″E / 59.66778°N 28.65278°E
格盧博科耶湖（俄语：Глубокое），是俄羅斯的湖泊，位於該國西北部，由列寧格勒州負責管轄，長5.7公里、寬1公里，面積4.2平方公里，海拔高度9米，湖岸線長度13公里，集水區面積35平方公里。